# Air France Hop
Air France Hop (anteriormente Hop! Air France) es una aerolínea francesa, subsidiaria de la aerolínea Air France. La aerolínea se creó en el año 2013, a raíz de la fusión de las compañías Airlinair, Brit Air y Régional.

## Historia
La nueva marca de aerolínea fue creada para competir mejor con las aerolíneas de bajo costo que han tomado una importante participación en el mercado de las rutas regionales de Air France. Fue creada con la fusión de tres aerolíneas regionales francesas Régional (44 aviones y 38 destinos), Brit Air (39 aviones y 32 destinos) y Airlinair (24 aviones y 26 destinos), sumando un total combinado de 107 aeronaves.
En julio de 2015, Air France-KLM anunció la formalización de su fusión para 2017 de las marcas Brit Air, Régional y Airlinair bajo el Hop! Marca, después de haber agrupado legalmente sus estructuras bajo la compañía homónima, reduciendo así sus costos.
En octubre de 2018, se informó que HOP! enfrentará medidas de reestructuración, incluida la fusión de todas las operaciones bajo los códigos de vuelo AF de la matriz, Air France, y una revisión de los tipos de aeronaves operadas. En febrero de 2019, Air France anunció que HOP! los servicios se renombrarán como "Air France Hop". Un primer avión recibió la librea revisada, siendo la de Air France con un pequeño HOP! títulos agregados en mayo de 2019. El 1 de septiembre de 2019, todos los vuelos de HOP! fueron trasladados bajo el código de Air France. El avión se volverá a pintar gradualmente en la librea de Air France Hop.
En diciembre de 2020, se anunció que HOP! se reestructuraría como un alimentador más pequeño. Este nuevo plan vería a HOP! desapareciendo como una marca separada de Air France, transfiriendo su centro París-Orly a Transavia France y retirando su flota Bombardier CRJ. Las operaciones de HOP! Se centrarían en dos aeropuertos: París-CDG, con un "mini-hub" alrededor de Lyon-Saint Exupéry. "HOP! se convertirá en una flota de Embraer alrededor de esas dos ciudades o esos dos aeropuertos. Se eliminó la marca y se renombró Air France operado por HOP!

## Destinos

### Acuerdos de código compartido
- Air Corsica
- Air France

## Flota

### Flota actual

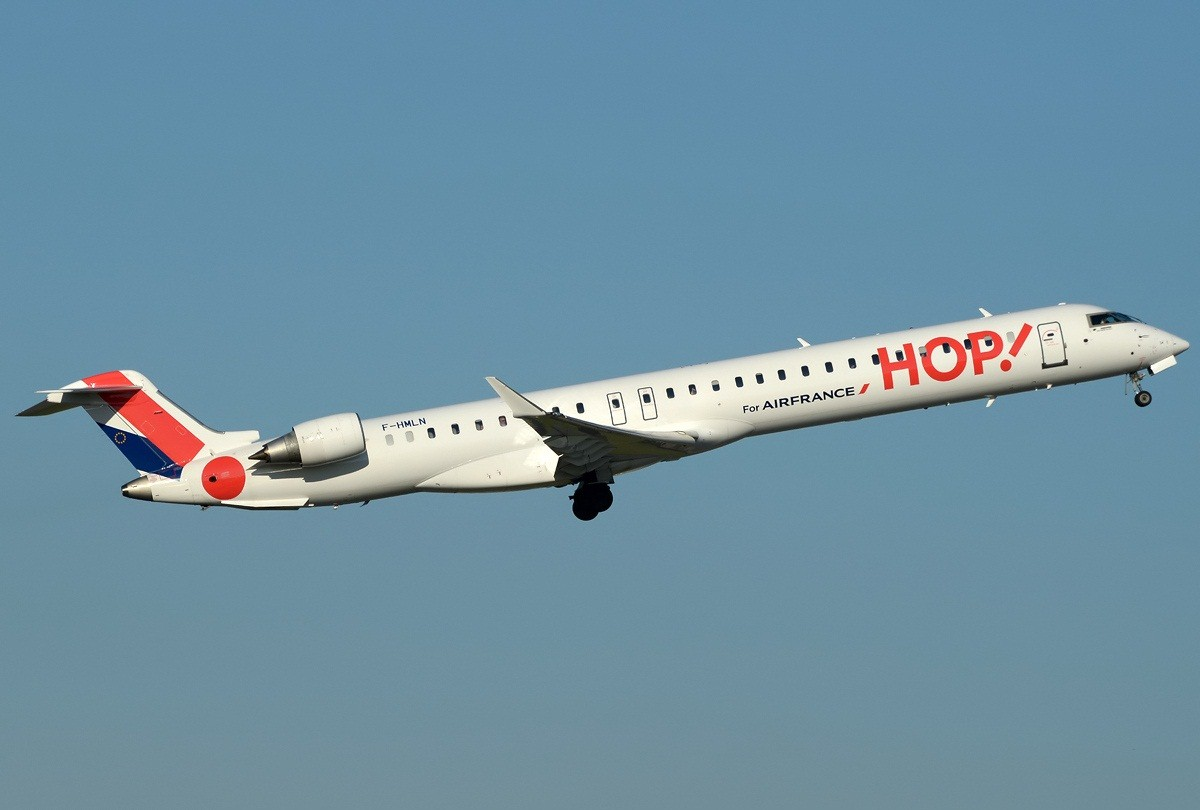
Bombardier CRJ1000 de Air France Hop despegando del aeropuerto de Roma-Fiumicino.

A fecha de julio de 2023, la flota de Air France Hop está compuesta de las siguientes aeronaves:
| Aeronaves     | En servicio | Pedidos | Pasajeros (clase única)                            | Matrículas                                         | Antigüedad                                         |
| ------------- | ----------- | ------- | -------------------------------------------------- | -------------------------------------------------- | -------------------------------------------------- |
| Embraer E-170 | 13          | —       | 76                                                 | F-HBXL                                             | 22,2 años                                          |
| Embraer E-170 | 13          | —       | 76                                                 | F-HBXM                                             | 21,1 años                                          |
| Embraer E-170 | 13          | —       | 76                                                 | F-HBXN                                             | 22,1 años                                          |
| Embraer E-170 | 13          | —       | 76                                                 | F-HBXA                                             | 17 años                                            |
| Embraer E-170 | 13          | —       | 76                                                 | F-HBXB                                             | 16,8 años                                          |
| Embraer E-170 | 13          | —       | 76                                                 | F-HBXC                                             | 16,6 años                                          |
| Embraer E-170 | 13          | —       | 76                                                 | F-HBXD                                             | 16,3 años                                          |
| Embraer E-170 | 13          | —       | 76                                                 | F-HBXE                                             | 16,1 años                                          |
| Embraer E-170 | 13          | —       | 76                                                 | F-HBXF                                             | 16 años                                            |
| Embraer E-170 | 13          | —       | 76                                                 | F-HBXG                                             | 15,6 años                                          |
| Embraer E-170 | 13          | —       | 76                                                 | F-HBXH                                             | 15,3 años                                          |
| Embraer E-170 | 13          | —       | 76                                                 | F-HBXI                                             | 15,2 años                                          |
| Embraer E-170 | 13          | —       | 76                                                 | F-HBXJ                                             | 15 años                                            |
| Embraer E-190 | 25          | —       | 100                                                | F-HBLA                                             | 18,7 años                                          |
| Embraer E-190 | 25          | —       | 100                                                | F-HBLB                                             | 18,6 años                                          |
| Embraer E-190 | 25          | —       | 100                                                | F-HBLC                                             | 18,2 años                                          |
| Embraer E-190 | 25          | —       | 100                                                | F-HBLD                                             | 17,8 años                                          |
| Embraer E-190 | 25          | —       | 100                                                | F-HBLE                                             | 17,7 años                                          |
| Embraer E-190 | 25          | —       | 100                                                | F-HBLF                                             | 17,3 años                                          |
| Embraer E-190 | 25          | —       | 100                                                | F-HBLG                                             | 16,5 años                                          |
| Embraer E-190 | 25          | —       | 100                                                | F-HBLH                                             | 16,3 años                                          |
| Embraer E-190 | 25          | —       | 100                                                | F-HBLI                                             | 16 años                                            |
| Embraer E-190 | 25          | —       | 100                                                | F-HBLJ                                             | 15,9 años                                          |
| Embraer E-190 | 25          | —       | 100                                                | F-HBLR                                             | 15,7 años                                          |
| Embraer E-190 | 25          | —       | 100                                                | F-HBLS                                             | 15,6 años                                          |
| Embraer E-190 | 25          | —       | 100                                                | F-HBLY                                             | 13,4 años                                          |
| Embraer E-190 | 25          | —       | 100                                                | F-HBLZ                                             | 13,4 años                                          |
| Embraer E-190 | 25          | —       | 100                                                | F-HBQA                                             | 11,6 años                                          |
| Embraer E-190 | 25          | —       | 100                                                | F-HBQC                                             | 11,5 años                                          |
| Embraer E-190 | 25          | —       | 112                                                | F-HBLX                                             | 11,3 años                                          |
| Embraer E-190 | 25          | —       | 112                                                | F-HBLV                                             | 10,2 años                                          |
| Embraer E-190 | 25          | —       | 100                                                | F-HBLK                                             | 6,5 años                                           |
| Embraer E-190 | 25          | —       | 100                                                | F-HBLL                                             | 6,2 años                                           |
| Embraer E-190 | 25          | —       | 100                                                | F-HBLM                                             | 6 años                                             |
| Embraer E-190 | 25          | —       | 100                                                | F-HBLN                                             | 5,9 años                                           |
| Embraer E-190 | 25          | —       | 100                                                | F-HBLO                                             | 5,8 años                                           |
| Embraer E-190 | 25          | —       | 100                                                | F-HBLP                                             | 5,5 años                                           |
| Embraer E-190 | 25          | —       | 100                                                | F-HBLQ                                             | 4,8 años                                           |
| Total         | 38          | —       | Edad media de la flota (julio de 2025): 14,3 años. | Edad media de la flota (julio de 2025): 14,3 años. | Edad media de la flota (julio de 2025): 14,3 años. |

### Flota histórica
| Aeronaves             | Total | Introducido | Retirado | Matrículas |
| --------------------- | ----- | ----------- | -------- | --- |
| ATR 42                | 16    | 2013        | 2020     | F-GVZZ, F-GKNB, F-GKNC, F-GPYA, F-GPYB, F-GPYC, F-GPYD, F-GPYF, F-GVZC, F-GPYM, F-GVZB, F-GVZD, F-GPYK, F-GPYN, F-GPYL y F-GPYO                                         |
| ATR 72                | 19    | 2013        | 2020     | F-GPOC, F-GPOD, F-GVZP, F-GVZR, F-GVZU, F-GVZL, F-GVZN, F-GVZM, F-HAPL, F-GVZV, F-GVZS, F-GVZT, F-HOPA, F-HOPY, F-HOPX, F-HIPY, F-HOPZ, F-HOPL y F-HOPN                 |
| Embraer ERJ-135       | 2     | 2013        | 2015     | F-GRGQ y F-GRGR |
| Embraer ERJ-145       | 21    | 2013        | 2020     | F-GRGC, F-GRGD, F-GRGE, F-GRGF, F-GRGG, F-GRGH, F-GRGI, F-GVHD, F-GUFD, F-GRGJ, F-GRGK, F-GUBD, F-GUEA, F-HRGD, F-GRGL, F-GRGM, F-GUBC, F-GUBE, F-GUBF, F-GUBG y F-HESR |
| Bombardier CRJ-100    | 14    | 2013        | 2015     | F-GRJG, F-GRJI, F-GRJJ, F-GRJM, F-GRJN, F-GRJO, F-GRJP, F-GRJQ, F-GRJR y F-GRJT                                                                                         |
| Bombardier CRJ-700    | 15    | 2013        | 2021     | F-GRZA, F-GRZB, F-GRZC, F-GRZD, F-GRZE, F-GRZF, F-GRZG, F-GRZH, F-GRZI, F-GRZJ, F-GRZK, F-GRZL, F-GRZM, F-GRZN y F-GRZO                                                 |
| Bombardier CRJ-1000   | 14    | 2013        | 2022     | F-HMLA, F-HMLC, F-HMLD, F-HMLE, F-HMLF, F-HMLG, F-HMLH, F-HMLI, F-HMLJ, F-HMLK, F-HMLL, F-HMLM, F-HMLN y F-HMLO                                                         |
| British Aerospace 146 | 1     | 2018        | 2019     | D-AWUE |